# Juan de Ribera Berenguer
Juan de Ribera Berenguer   (València, 14 de gener de 1935 - 4 d'octubre de 2016) va ser un pintor valencià.

## Biografia
Juan de Ribera Berenguer naix a una família de llarga tradició artística. Fill del professor i pintor Rafael Berenguer Coloma, besnet de Rafael Berenguer y Condé, el primer catedràtic de Dibuix Aplicat a les Arts i a la Fabricació de València.
Estudia Batxillerat en l'Institut Lluís Vives de València. Durant els anys 1948/51 realitza estudis de Magisteri. En el curs 1951/52 es matricula a l'Escola d'Arts i Oficis i posteriorment ingressa a l'Escola de Belles Arts de Sant Carles, en el curs 1952/53.

## Obra
A l'estiu de 1953 pinta el seu primer autoretrat a l'oli, que presentarà a l'Exposició Biennal d'Art del Regne de València i aconsegueix la Beca de Protecció Escolar, de la qual gaudeix fins a finalitzar els seus estudis.
A la XV Exposició d'Art Universitari celebrada durant el curs 1955/56, obté la primera medalla de dibuix per Dibuixos i al juny de 1956, participa amb quatre obres en l'exposició Els de San Carlos en Sala Lafuente. També participa, en el V Concurs Nacional i Provincial de Pintura d'Alacant i és becat a la Residència del Paular (Segòvia) pel seu quadre Barracots en la platja de Natzaret. A l'octubre de 1956, obté Medalla d'Or en l'Exposició d'obres dels pintors becats a El Paular, per l'oli anomenat Plaza del Bisbe i al novembre, al concórrer al I Saló de Tardor del Club Universitari, guanya el Primer Premi de pintura per Ruïnes del Grau i el Primer Premi de dibuix per Autorretrat.
Com a membre fundador del Grup Parpalló, participa en la primera Exposició que aquest grup realitza a l'Ateneu Mercantil de València, amb les obres Sepúlveda i Cases del raval de Segòvia i al II Saló de Tardor de l'Ateneu Mercantil rep Esment especial per Barri Vell, quadre que va ser adquirit pel pintor Francisco Lozano, que formava part del jurat.
Obté la Pensió de pintura (paisatge), de la Diputació Provincial de València per a 1957, amb l'oli Jardí Botànic. Al març de 1957 va participar en l'exposició organitzada pel Moviment Artístic del Mediterrani amb Cebollares y estercoleros en las eras de Paterna i Dibuix de nen. Al maig concorre amb Arrozales quemados i  Ruïnes del Grau a l'exposició de la galeria Art Nou, juntament amb Andreu Alfaro, Salvador Soria, Monjalés i Nassio. Participa en l'Exposició Nacional de Belles Arts de Madrid amb l'obra Suburbio i, també al maig de 1957, va realitzar la seva primera exposició individual en laSala Mateu, de València, amb text d'Alfons Roig Izquierdo.
En l'Exposició VI Concurs Nacional i Provincial de Pintura d'Alacant participa amb Plaza redonda i La Alberca; en la 3a Exposició del Grup Parpalló, realitzada en el Palau de la Generalitat Valenciana, concorre amb Mi hermano Lorenzo i Ruinas del Grao. Exposa també amb el Moviment Artístic del Mediterrani i, en el IV Saló de Benimar, guanya el segon premi amb medalla d'or, per l'obraLa Casa Roja.
Acabats els seus estudis aconsegueix el Premi Fi de Carrera i El Premi, concedit per la Reial Acadèmia de Belles Arts de San Carlos, de la Fundació Roig; L'Ajuntament de València li compra el quadre Cúpulas i ja, finalitzant l'any, il·lustra Las Raíces', novel·la de José Luis Aguirre, que va ser Premi València de Literatura - Novel·la 1957. Amb el Moviment Artístic de Mediterrani, exposa a la Sala Braulio.
En 1958 assisteix a la Primera Exposició Art Actual del Mediterrani. Moviment Artístic del Mediterrani en el Palau i Jardins de la Generalitat Valenciana. En el II Premi Senyera de pintura, de l'Ajuntament de València guanya el primer premi per l'obra Varadero.
Finalitzat, en 1959, el seu servei militar a Palma, realitza la seva segona exposició individual a la seu de l'Associació Artística Biscaïna de Bilbao.
En 1960, realitza la seva tercera exposició individual, a la Sala Mateu de València i, a l'Exposició Nacional, realitzada a Barcelona, és guardonat amb el Premi Ciutat de València per Barcas Negras. En el VI Salón de Otoño del Ateneo Mercantil rep un esment honorífic i l'Ateneu li compra l'obra titulada Hospital.

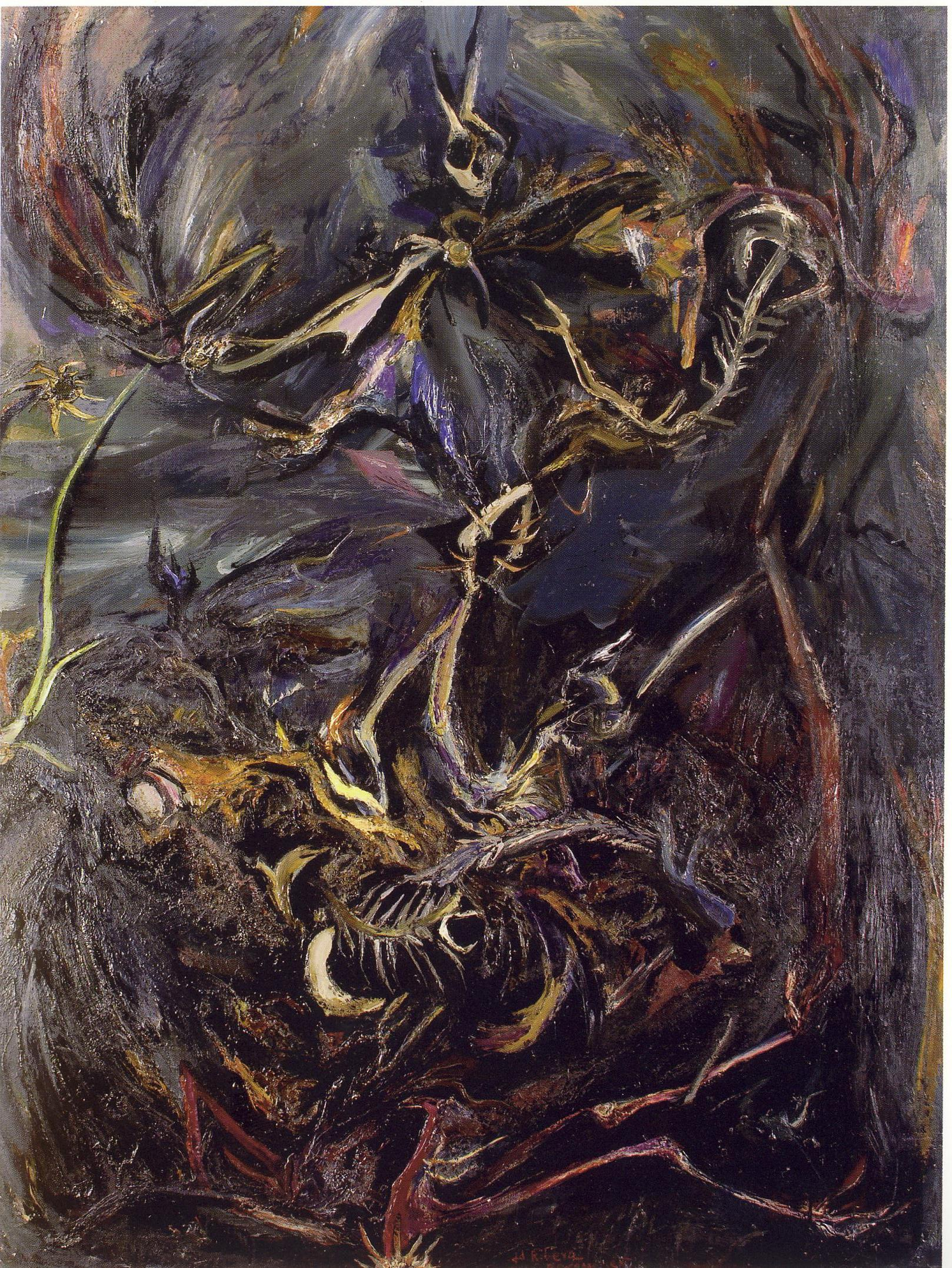
Homenatge al soterrar comte d'Orgaz

El 1961 és pensionat per la Casa de Velázquez de Madrid per al curs 1961/62. Aquest any La Estafeta Literaria publica alguns dels seus dibuixos, il·lustrant diferents articles. Realitza la quarta exposició individual en la Galeria Illescas de Bilbao; la quinta exposició individual en Sala Libros de Saragossa. Amb els artistes Serafí Juliana i Ángel Orcajo concorre a l'exposició Tres pintors d'avui realitzada al Cercle de Belles Arts de Madrid, a la Sala Goya. Realitza també una exposició en la Casa de Velázquez i, obté el Primer Premi per Barcas debajo del agua en el VII Salón de Otoño del Ateneo Mercantil de València.
1962 Realitza la seva sexta exposició individual a la Galeria Biosca de Madrid, dirigida per Juana Mordó. Aquest any il·lustra també el número IX de la revista Poesía de España.
1963 Realitza la seva setena exposició individual a la Galeria Mediterráneo amb la col·laboració de la Galeria Biosca de Madrid. Participa també al concurs de Belles Arts a Xàtiva, on aconsegueix el segon premi per Cubos. Participa també amb l'obra Ave en la noche a l'exposició Artistas españoles contemporáneos, organitzada per la Direcció General de Belles Arts del Ministeri d'Educació Nacional, aquesta obra va ser itinerant per Oviedo, Gijón i Avilés. També participa amb l'obraBroussailles a l'exposició Troisième Biennale de París. Manifestación Bienal et Internationale des Jeunes Artistes realitzada al Musée d'Art Moderne de la Ville de París. Exposa a la Galeria Sierro de Madrid. Participa en la I Exposición Arte Actual amb Luz vegetal i Ave muerta. I participa amb Escobas a l'exposició Joven Figuración en España, a l'Antic Hospital de Santa Creu, de Barcelona.
El 1964 el poeta Ángel Crespo li dedica Lumbre a Ribera Berenguer, una poesia que es va publicar en Cartas desde un pozo (1957-1963). Participa en l'exposició inaugural de la Galeria Juana Mordó, en la qual van participar entre altres: Amàlia Avia, José Caballero, Rafael Canogar, Eduardo Chillida, José Guerrero, Carmen Laffón, Antonio López, Francisco Lozano, Manuel Millares Sall, Manuel Hernández Mompó, Lucio Muñoz, Pablo Palazuelo, Antonio Saura, Eusebio Sempere, Pablo Serrano, Antonio Suárez, Antoni Tàpies, Fernando Zóbel, Manuel Rivera. Ribera Berenguer va participar amb l'oli Escoba.
Va enviar Escobas a la I Exposició d'Art Actual Espanyol a Frankfurt i el Tríptico del rastrojo a l'exposició Pintors Espanyols Contemporanis, a la fira mundial de Nova York.
Va exposar a la desena exposició «ARS» del seminari metropolità de València del 7 al 15 de març de 1964.

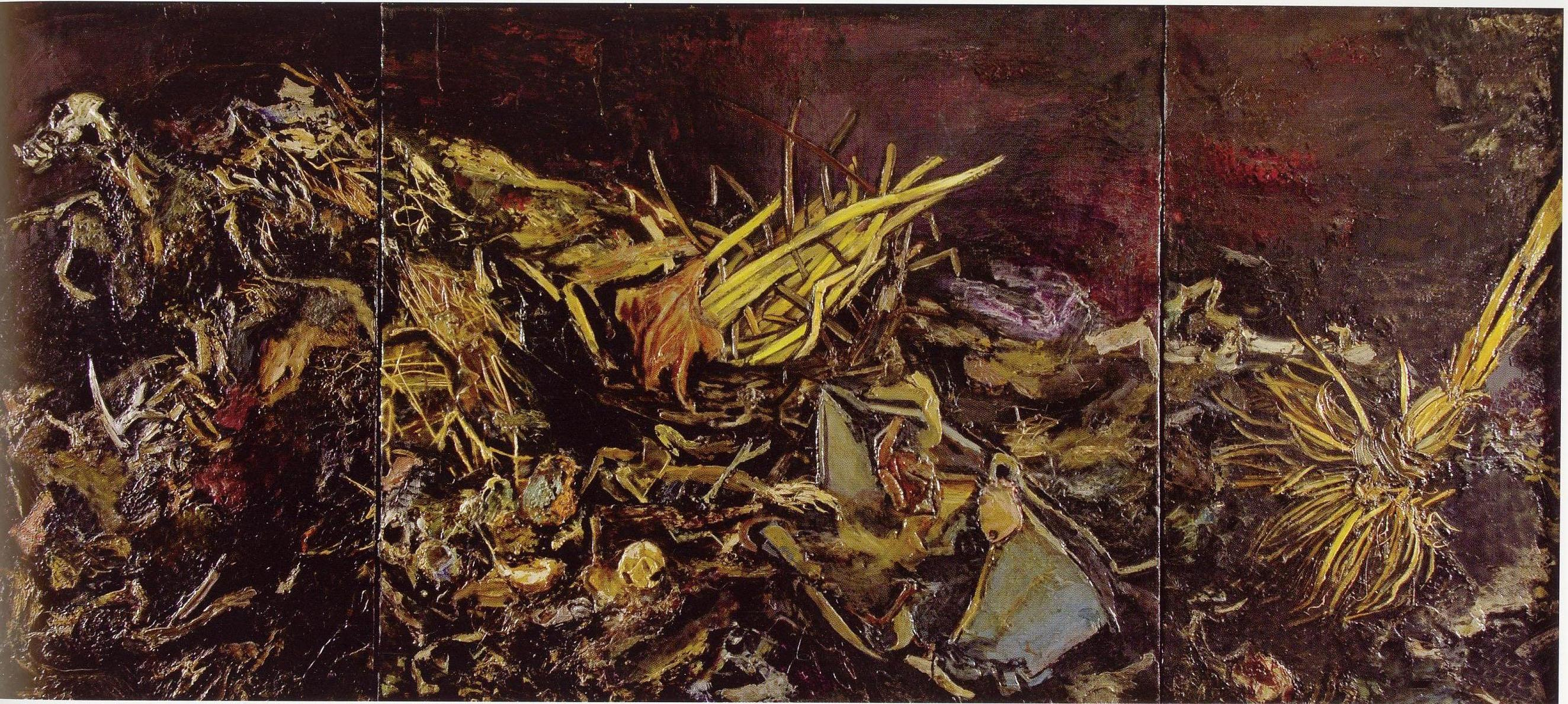
Tríptico del rastrojo

L'any 1965 realitza la seva novena exposición individual a la Galeria El Bosco de Madrid, també il·lustra Noticias de Sousándrade, d'Ángel Crespo i Pilar Gómez Védate, i el suplement del número 12 de la Revista de cultura brasileña.
1966 Celebra la seva dècima exposició individual a l'Ajuntament de València i obté una beca de la Fundació Juan March.
1968. - Participa en l'Exposició Nacional de Belles Arts, al Palau del Retiro de Madrid, i és Premi de la Diputació de València per Bodegón azul.
1969 Exposició a la Galeria San Vicente de València, de l'11 al 20 de novembre.
En novembre de 1970 va exposar a la Sala Mateu de València dibuixos, guaixos i apunts.
A novembre de 1971 va exposar a la Galeria Nike de València.

## Principals exposicions individuals
Destaquen les realitzades individualment a la Direcció general de Belles Arts de Madrid, 1967/68, les dues monogràfiques - antològiques sobre dos aspectes de les seves obres: El Mar i la Matèria, celebrada a l'edifici del Rellotge del Port de València en 1996 i María en l'any de l'Esperit, en el Museu de la Ciutat de València, 1998 i 1953-2007 Ribera Berenguer, retrospectiva de tota la seva obra, organitzada pel Consorci de Museus de La Generalitat Valenciana, de caràcter itinerant, en el Museu Centre del Carmen de València, al Real Monestir de Santa Maria de la Valldigna i al Museu de Belles Arts de Castelló de la Plana, 2007/08.

## Obres destacades
Ha realitzat diferents obres de gran format destacant: com la de 1998 Gran paisaje de Valencia central, que pertany al Museu de la Ciutat de València. També Mis Meninas i Homenaje al Realismo en 3 espacios, dels anys 1980 i 1984.
El 1996 realitza Paisaje del Puerto y la Ciudad de Valencia. Les obres per a l'Església de Sant Joan i Sant Vicent de València titulades Calvario i la Inmaculada són de 1998 i 2000.
Tenen obres seves la Catedral de València, el Museu Sant Pius V, el Museu de la Ciutat de València, el Museu d'Art Contemporani de Vilafamés, la Diputació, l'Ateneu i la Cambra de Comerç de València, l'Autoritat Portuària de València, la fundació Bancaixa, la Casa de Velázquez de Madrid, el Museo Municipal i Círculo de Bellas Artes de Madrid. El Museu de Springfield als Estats Units. Les esglésies de Sant Jaume d'Algemesí, i la Mare de Déu de la Salut de Xirivella i la de Sant Joan i Sant Vicent de València.

## Nova figuració espanyola
La pintura de Juan de Ribera Berenguer és de difícil classificació, al derivar la seva figuració d'un accentuat expressionisme que va conrear al voltant dels anys seixanta incrementant posteriorment la densitat matèrica, convertint el seu art en un realisme de nou esperit i acusada personalitat.